# Philippe Etchebest
Philippe Etchebest (Soissons, 2 de diciembre de 1966) es un jefe de cocina y animador de televisión francés. Desde 2014, es juez del programa de telerrealidad Top Chef (temporadas 6 a 10), y presenta los programas Cauchemar en cuisine y Cauchemar à l'hôtel en M6.

## Biografía
Philippe Etchebest nació en Soissons, en la ribera del Aisne francesa, y tiene ascendencia española por parte de padre. Parte de su niñez, desde 1970 a 1977, ha vivido en el departamento natal de su madre, Ardenas (Haybes). Entre 1977 y 1978, su familia se mudó a Burdeos, donde sus padres regentaron un restaurante. Vivió con ellos, entre 1977 y 1979, en Villeneuve-sobre-Lot. 
Philippe Etchebest fue boxeador y jugador de rugby a XV. Disputó la temporada 1986-1987 del campeonato de Francia de rugby a XV con el Club athlétique béglais.
Estudió el oficio de cocinero durante cuatro años en el restaurante Clos Longchamps del hotel Méridien en París.

### Carrera
Philippe Etchebest fue nombrado como el mejor obrero de Francia en el 2000. De 2001 a 2003, dirigió la cocina del Castillo de los Reynats, prestigioso lugar situado en Périgord, trabajando en una cocina de la tierra. La Guía Michelin le entrega entonces su primera estrella.
En 2008 obtiene su segunda estrella Michelin en Santo-Émilion (Gironda). Su plato más conocido es el hígado graso cocinado sobre una masa de raviolis y champiñones de temporada.
En el 2013, la marca Kronenbourg lo escoge como embajador, mientras que la sociedad neerlandesa Heineken llama a Christ Etchebest, el cual no tiene ningún vínculo familiar con Philippe. El 21 de diciembre de 2013, anuncia su salida de las cocinas del restaurante el Hostellerie de plaisance (Saint-Émilion) para dedicarse a nuevos proyectos en la región de Aquitania.
El 8 de septiembre de 2015, en presencia de Alain Juppé, Philippe inaugura la Cervecería Le quatrième Mur (En castellano El Cuarto Muro), ubicado en el recinto del gran Teatro de Burdeos. El 5 de febrero de 2018, obtiene otra estrella de la Guía Michelin edición 2018 para el local La Mesa de Huéspedes, creado en los sótanos de su cervecería El Cuarto Muro.
Desde el 18 de abril de 2011 presenta Pesadilla en cocina (cauchemar en cuisine) en el canal M6. El programa se inspira del show británico [[Ramsay's Kitchen Nightmares|Ramsay's Kitchen Nightmares]], en la cual el chef Gordon Ramsay ayuda a los restaurantes en dificultades. La emisión continuó a una primera tentativa del canal en 2005, Pánico en cocina. El 30 de octubre de 2013, presenta un nuevo concepto: Pesadilla en el hotel, donde ayuda a hoteleros a punto de cerrar.
Desde noviembre de 2014, presenta Objetivo Top Chef  en el canal M6, emisión en la cual surca las carreteras de Francia con el objetivo de encontrar el primer y mejor aprendiz cocinero que participará en la siguiente temporada del programa de cocina Top Chef.
Además, formó parte del jurado de Top Chef en el canal M6 en las temporadas 6ª a la 10ª. Participó en la emisión de Fort Boyard en Francia 2 el 27 de julio de 2013 para su primera participación, el 1.º de julio de 2017 para la segunda y el 27 de julio de 2019 para la tercera. En 2017, participó en la emisión Las 40 años del Puy de Fou: Los Animadores hacen el Espectáculo donde encarna una guardia, un hombre de iglesia que toma fuego, así como un vikingo en el espectáculo Los Vikings.

## Premios
- 1999:  El Grande de mañana Gault & Millau
- 2000:  Mejor obrero de Francia 2000 Categoría Oficio de boca
- 2002:  Primera estrella al Guía Michelin
- 2007:  Promu Gran Chef (Relieve Castillos)
- 2008:  Segunda estrella al Guía Michelin
- 2012:  Caballero del orden nacional del Mérito[13]
- 2018:  Primera estrella al Guía Michelin para La Mesa de Huéspedes - El Cuarto Muro[14]